# Ophrys guêpe
Ophrys tenthredinifera
Espèce
Statut de conservation UICN

 VU C2a(i) : Vulnérable
Statut CITES
L’Ophrys guêpe ou Ophrys tenthrède (Ophrys tenthredinifera) est une espèce d'orchidée terrestre d'aire méditerranéenne occidentale, appartenant au genre Ophrys et au groupe Ophrys tenthredinifera.

## Étymologie
Du grec tenthredôn (guêpe) et du latin fero (je porte), se référant à la forme des fleurs.

## Description

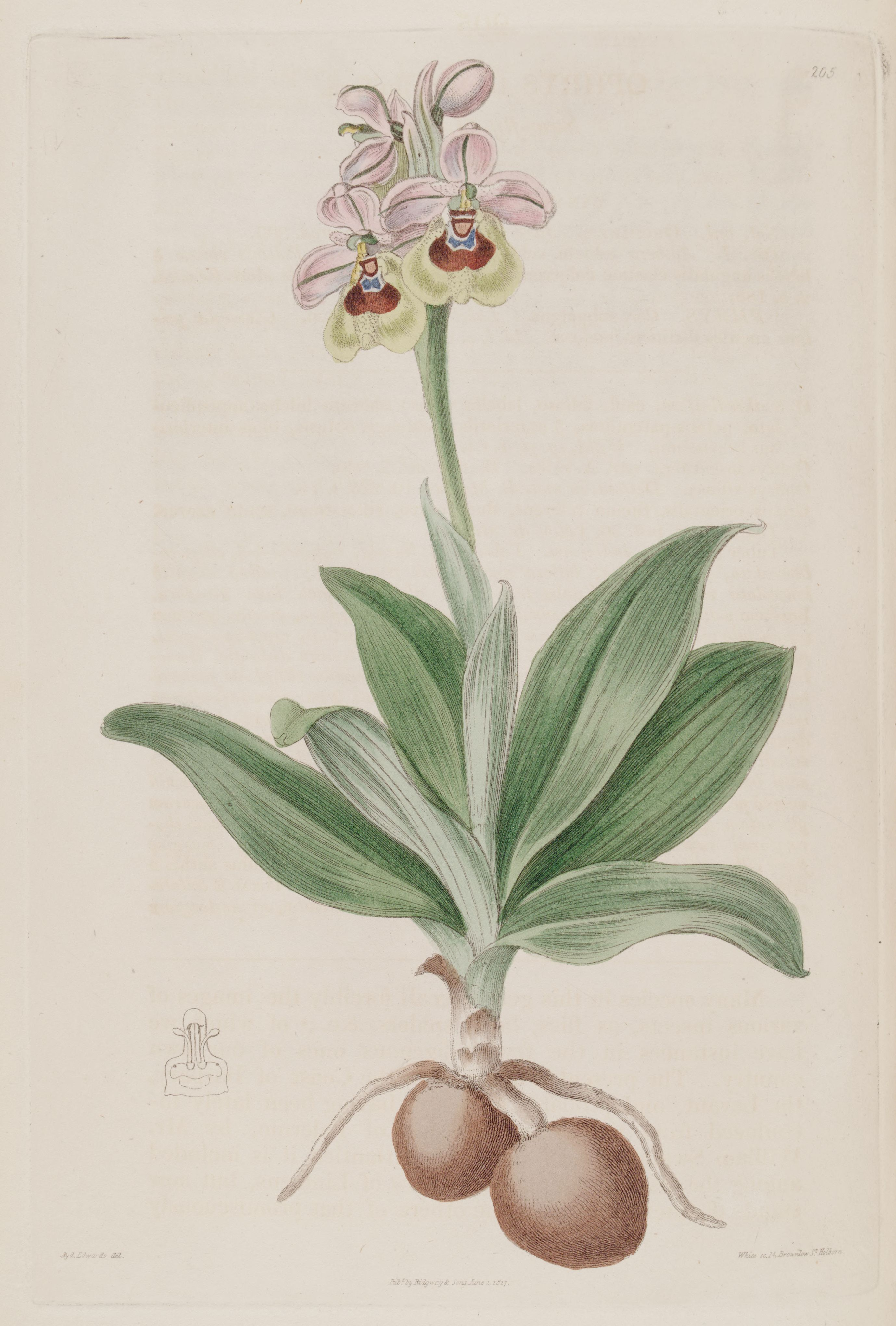
The Botanical Register, Vol. 3, Planche illustrative n° 205, 1817

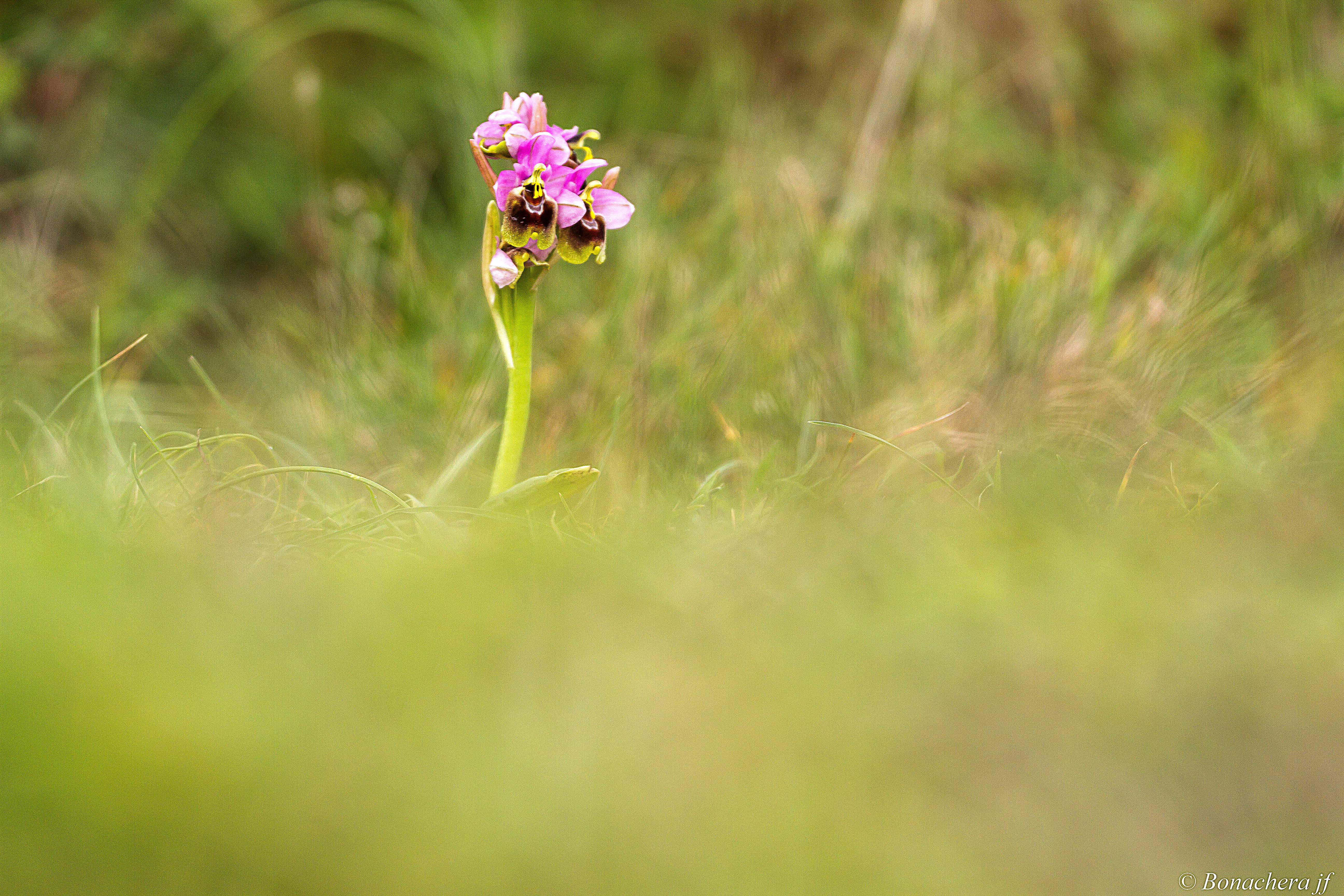
Vue d'ensemble (Bonifacio, Corse, 2018)

Plante : 10-40 cm, d'aspect robuste, à l'inflorescence plutôt lâche.
Feuilles : 5 à 8, basilaires et caulinaires, vert mat.
Fleurs : grandes à teintes vives, au nombre de 3 à 8. Périanthe étalé à grands sépales plus ou moins ovales (de blanc-verdâtre à pourpre) et à pétales très courts. Grand labelle brunâtre à rougeâtre et à macule variable (parfois absente) vers le centre, très velu et plus ou moins clair vers les bords, à faibles gibbosités et avec appendice dressé.
Bractées : plus longues que les ovaires.

## Floraison
Février (Afrique du Nord) à avril. C'est l'une des orchidées printanières les plus précoces.

## Habitat
0-400 m. Pelouses, garrigues, maquis, parfois bois clairs, sur substrats alcalins à faiblement acides.

## Répartition
Aire méditerranéenne occidentale : Maghreb, Espagne, Portugal, France. Très rare en France (en limite d'aire) : Aude, Pyrénées-Orientales, Corse, Tarn.

## Menace et Protection
L'Ophrys guêpe est une espèce menacée :
- Protégée en France sur le plan national, se trouvant à ce titre sur la liste des espèces végétales protégées sur l'ensemble du territoire français métropolitain (rubrique Monocotylédones) ;
- Mentionnée sur la liste rouge de l'UICN (VU - Vulnérable).